# المرصاد (جريدة)
جريدة المرصاد صحيفة طرابلسية ليبية أسسها في نوفمبر 1910 أحمد الفساطوي الطرابلسي أثناء فترة المشروطية في أواخر حكم الدولة العثمانية لولاية طرابلس الغرب، وكان مقر تحرير وإصدار جريدة المرصاد مدرسة عثمان باشا الساقزلي، ويرى كثير من المؤرخين الليبيين أن هذ الجريدة كان لها دورا بارزًا في التنبيه على مخاطر الغزو الإيطالي لليبيا (ولاية طرابلس الغرب في ذلك الوقت)، وكان للجريدة مراسلين في عدة دول، كما كانت تجمع بين المقالات الأدبية والسياسية والاقتصادية والاهتمام بالشأن المحلي، وكانت الجريدة تصدر صبيحة كل خميس بقدر المستطاع، طُبعت أعدادها الأولى في مطبعة مكتب الفنون والصنائع، ومن ثم في مطبعة الولاية الرسمية، توقفت الجريدة عن الصدور في عام 1911 إبان الاحتلال الإيطالي لليبيا.